# Garde autochtone (Cauca)
 (août 2024).

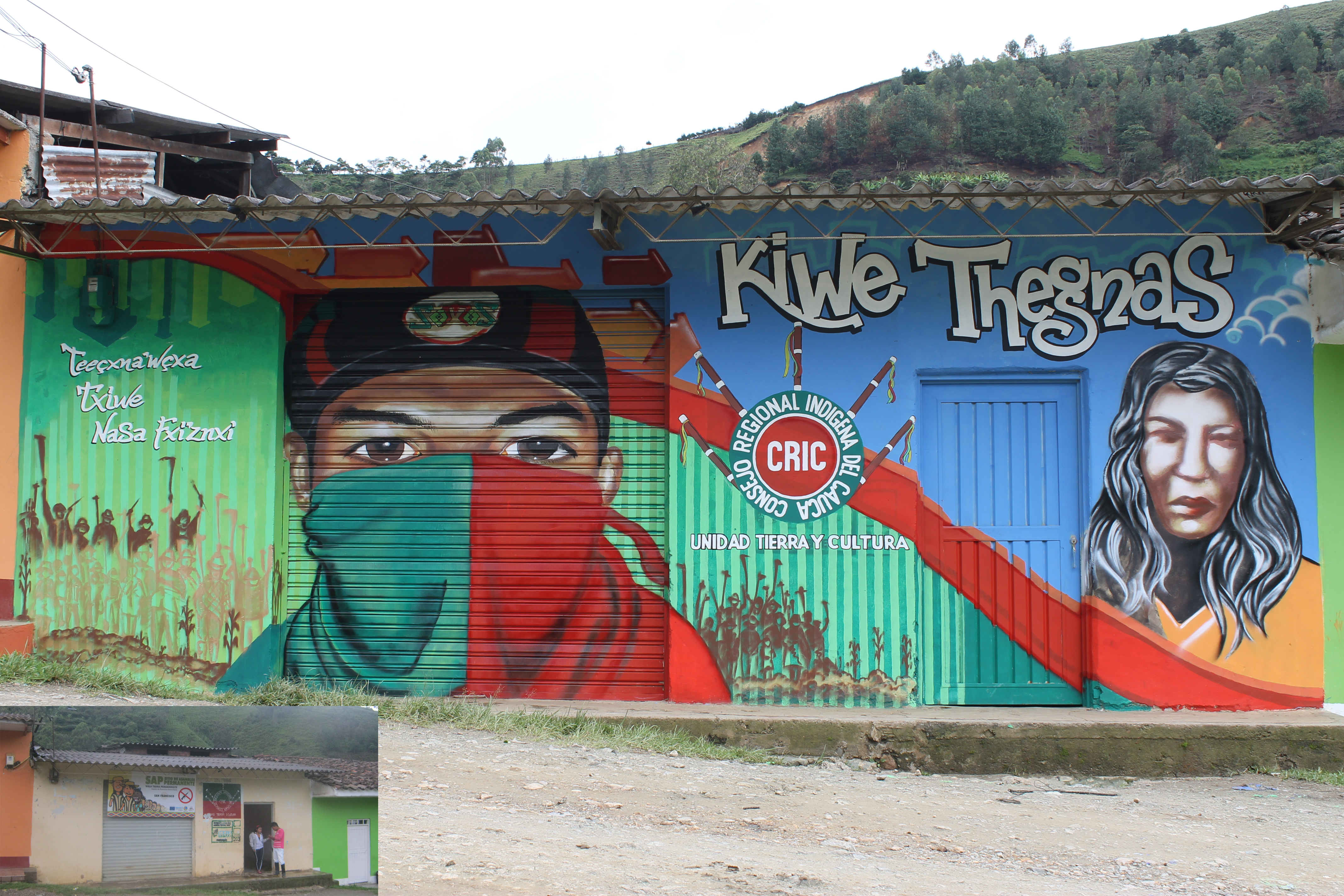
Bâtiment d'une garde autochtone.

Dans le département colombien de Cauca, une garde autochtone est une milice contrôlée par les pouvoirs autochtones de la région (notamment des membres du Conseil régional autochtone du Cauca (es)). Elle s'inscrit dans une logique de résistance à l'état colombien,. Les milices sont non-violentes, et il existe des gardes paysannes et marrones en plus des autochtones. Leur objectif est de maintenir la paix dans les communautés, menacée notamment par les conflits entre les forces armées révolutionnaires de Colombie et l'armée du gouvernement étatique,. Bien que le gouvernement s'appuie en partie sur cette garde autochtone comme garantie de la paix dans cette région, l'objectif des miliciens autochtones est de permettre l'avènement d'une autre forme de vie en société, non étatique.